# Estación de Rabat-Agdal
La estación de Rabat-Agdal (en árabe : محطة الرباط أكدال) es una estación ferroviaria de Rabat, Marruecos. Fue inicialmente construida en 1925, aunque ha sido renovada en dos ocasiones: 2004 y 2018. Esta última integró la ciudad en el servicio de alta velocidad Al-Boraq.

## Historia
La primera estación fue inaugurada en 1925, durante el protectorado francés. Sufrió una primera remodelación en 2004, que antecedería a una segunda terminada en 2018.
La segunda remodelación de la estación fue diseñada por Youssef Melehi, en colaboración con el estudio de ingeniería español bis211 y Ramón Sastre. Su constructora fue Travaux Généraux de Construction de Casablanca y las obras duraron de 2016 a 2018. Su coste fue de 70.000.000€.La remodelación de la estación fue inaugurada el 17 de noviembre por el rey Mohammed VI.
La estación fue cerrada temporalmente en 2020 a causa de la Pandemia de COVID-19.

## Descripción
Tras la última remodelación de 2018, la estación consiste en un edificio puente que une dos barrios previamente separados por vías de tren. El acceso al edificio puente se realiza a través de dos cuerpos situados al norte y al sur, ambos de planta baja más cuatro pisos, y dos plantas subterráneas. El edificio puente incluye los andenes para 10 vías y dos plantas superiores. Los tres edificios están separados por juntas de dilatación, pero comparten una única cubierta de 200 m x 90 m.
La estructura general de los edificios se basa en hormigón armado con jácenas postensadas que cubren luces de 16 metros. La cubierta, diseñada por Ramón Sastre, es una malla espacial rectangular con tres aperturas centrales, formada por una estructura metálica ligera que contrarresta acciones sísmicas.